# Национални парк Пакленица
44° 22′ N 15° 26′ E / 44.367° С; 15.433° И
Пакленица је национални парк у Хрватској. То је простор необичног додира мора и планине, богат природним шумама букве, црног бора и бора кривуља.
Станиште је ендемске биљчице хрватског назива пљескарица (Arenaria orbicularis) и других биљних и животињских реткости, препун кршких облика.
Познат је надалеко по кањонима Мале и Велике Пакленице.
Национални парк Пакленица заузима површину од 96 km². Највиши врхови су Вагански врх (1757 m) и Свето брдо (1753 m).
Подручје је проглашено националним парком 1949. године.